# Bejucal, Mexiko
Bejucal är en ort i Mexiko.   Den ligger i kommunen Siltepec och delstaten Chiapas, i den sydöstra delen av landet, 800 km sydost om huvudstaden Mexico City. Bejucal ligger 1 649 meter över havet och antalet invånare är 209.
Terrängen runt Bejucal är varierad. Runt Bejucal är det ganska glesbefolkat, med 50 invånare per kvadratkilometer. Närmaste större samhälle är Capitán Luis A. Vidal, 3,8 km norr om Bejucal. I omgivningarna runt Bejucal växer i huvudsak städsegrön lövskog.